# Мечеть Муртуза Мухтарова (Амірджани)
Мечеть Муртуза Мухтарова (азерб. Murtuza Muxtarov məscidi) — мечеть з двома мінаретами, розташована в селищі Амірджан Сураханського району міста Баку в Азербайджані.

## Історія мечеті
Будівництво мечеті було розпочато в 1901 жителями села Амірджан. Однак, у зв'язку з матеріальними труднощами, будівництво було призупинено. Населення звернулося за допомогою до мільйонера та нафтового магната, уродженця села Муртуза Мухтарова. Мухтарова зацікавило будівництво мечеті і він запросив кілька архітекторів для підготовки проектів. Всі витрати будівництва мечеті Мухтаров взяв на себе. Нарешті, в 1908 році, мечеть була побудована за проектом архітектора Зівер-бека Ахмедбекова.
У день відкриття мечеті в 1908 ахунд села Амірджан Абу Тураба, піднявшись на мінбар мечеті, прочитав хутбу (проповідь) .
У роки радянської влади мечеть стала використовуватися як ткацький цех. З 1985 по 1988 роки тут функціонував виставковий салон народного художника Азербайджану Саттара Бахлулзаде. У 1989 мечеть віддана в розпорядження прихожан.

## Опис
У мечеті є два мінарети висотою 47 метрів кожен. У кожному мінареті 140 ступенів. На другому поверсі мечеті колись існувала спеціальна кімната для жінок. У мечеті молився і сам Муртуза Мухтаров. Могила Мухтарова і сьогодні розташована у дворі мечеті.
Цій мечеті Мухтаров подарував Коран, який він виготовив на замовлення в Стамбулі ще під час будівництва мечеті. Тексти в цьому Корані списані золотом, а сам Коран важить 25 кг. Сьогодні ця книга зберігається в мечеті як реліквія.
У мечеті є два входи, один купол і 16 вікон. Двері і вікна оброблені шебекі. Коло над міхрабом символізує Аллаха, 4 склепіння — пророків, 4 колони — священні книги, а тонкі лінії під ними — 12 імамів. З правого і лівого боку мечеті написані привітання пророкам арабською мовою.